# Sonoma Raceway

Vista aérea do circuito.

Sonoma Raceway (antigo Infineon Raceway ou Sears Point Raceway) é um autódromo localizado próximo a Sonoma ao norte da cidade de São Francisco no estado americano da Califórnia.
Com capacidade de 120 mil pessoas, recebe provas da Indy Racing League, da NASCAR Sprint Cup e da WTCC.
Sonoma Raceway é um dos únicos circuitos mistos usados na NASCAR Sprint Cup (o outro é Watkins Glen International).Estes circuitos,cada um, recebem uma das quatro provas realizadas com metragem em quilômetros na categoria: As outras duas etapas são no Phoenix International Raceway.